# Neckarkanal Feudenheim
Der Neckarkanal Feudenheim ist ein Seitenkanal des Neckars, dessen Wasserspiegel durch die Wehranlage Ladenburg geregelt wird. Er erstreckt sich in Fließrichtung gesehen von Ladenburg, Höhe Wehr Ladenburg, bis Mannheim unweit der Schleuse Feudenheim. Unterhalb der Maulbeerinsel mündet er wieder in den hier schon in den Jahren 1790 bis 1795 begradigten Altneckar.

## Entstehung
Der Neckarkanal Feudenheim ist ein Teilstück der umfangreichen Kanalisation des Neckars von Plochingen bis Mannheim und das letzte vor seiner Mündung in den Rhein. Der Kanal bis zur Staustufe Wieblingen wurde 1927 nach vierjähriger Bauzeit gemeinsam mit der Schleuse Feudenheim und der Riedbahnbrücke eröffnet.

## Baumaßnahmen 2007–2009
Im alten, trapezförmigen Kanalquerschnitt konnten aufgrund der zunehmenden Schiffsgröße die erforderlichen Sicherheitsabstände zwischen sich begegnenden Schiffen sowie zwischen Schiff und Ufer nicht mehr eingehalten werden. Dieses sowie die gestiegene Antriebsleistung der Schiffe führten zu einer stärkeren Beanspruchung der mit Betonplatten gedichteten Kanalböschungen. Die Folge war eine zunehmende Schädigung der Betonplatten. Es bestand die Gefahr, dass zunehmend Wasser aus dem Kanal austritt und damit die Standsicherheit der Kanalseitendämme nicht mehr gegeben wäre. Daher übernahm das damalige Amt für Neckarausbau Heidelberg für 25 Millionen Euro die Sicherung des Neckarkanals Feudenheim.

## Uferböschung
An beiden Seiten des Kanals wurde auf einer Länge von 3,4 Kilometern zwischen dem Wehr Ladenburg und der Bundesautobahn 6 das schadhafte, geböschte Ufer gegen ein Senkrechtufer mit Spundwand ersetzt. Durch diese Baumaßnahme wurden die Standsicherheit der Neckardämme erhöht und der Kanal neu abgedichtet.

## Kanalquerschnitt
Aus der Trapezform des Seitenkanals wurde ein Rechteckprofil mit einer Wasserspiegelbreite von bis zu 42 Metern. Mit der Verbreiterung des Kanalquerschnitts konnte die Sicherheit und Leichtigkeit des Schiffsverkehrs merklich verbessert werden. Diesem Ziel diente unter anderem auch der Neubau der Ilvesheimer Straßenbrücke. Die alte Brücke ragte in das Gefahrenlichtraumprofil des Seitenkanals und schränkte damit den sicheren Schiffsverkehr ein. Dieser Zustand wurde durch den Brückenneubau beseitigt. Aus diesem Grund beteiligte sich die Wasser- und Schifffahrtsverwaltung des Bundes mit 1,4 Millionen Euro an der 5,3 Millionen Euro teuren Brückenbaumaßnahme des Landes Baden-Württemberg.

## Ausgleichsmaßnahmen
Obwohl das gewählte Rechteckprofil die umweltfreundlichste der fünf untersuchten Ausbauvarianten mit unterschiedlicher Querschnittsgestaltung und Linienführung ist, führten die Bautätigkeiten zu unvermeidbaren Eingriffen in die Umwelt. Diese Eingriffe wurden mit dem Bau eines Fischpasses am Wehr Ladenburg, mit dem Bau von zwei Flachwasserzonen, mit der Pflanzung eines Auwaldes im Ilvesheimer Bogen, mit den Gehölzanpflanzungen entlang des Seitenkanals sowie mit der Herstellung von Ausstiegsmöglichkeiten für Wildtiere in den Spundwänden kompensiert. Mit den aufgezeigten ökologischen Maßnahmen werden die Lebensverhältnisse für Tiere und Pflanzen merklich aufgewertet.

## Übersicht
Für weitere Bauwerke siehe Liste der Neckarstaustufen.